# Las Matèlas
Las Matèlas (en francès: Les Matelles) és un municipi occità del Llenguadoc, situat al departament de l'Erau i a la regió d'Occitània.